# XM (formato de archivo)
XM (en inglés: eXtended Module) o módulo extendido es un formato de archivo de audio sintetizado, el cual fue creado por el demogrupo Triton (TRN) para su tracker llamado Fast Tracker 2.
El formato XM introdujo los instrumentos con envolventes de volumen y paneo y el concepto de multi-muestreo. La funcionalidad de multi-muestreo consiste en incluir muestras múltiples del mismo instrumento, cubriendo notas distintas. Esto puede ser útil cuando la obra incluye secuencias altas y bajas, agudos y graves, o pulsaciones fuertes y ligeras que se reproducen con el mismo instrumento musical.
También se introdujeron las repeticiones o bucles, muestreo comprimido, nuevos efectos de audio, formato de muestreo de 16 bits. Además, se agregó una tabla de frecuencias alternativa para los portamenti.
XM es un formato común en chiptune.
El formato XM ha sido documentado inicialmente por su autor, Fredrik Huss (también conocido como Mr.H), en 1994 en el archivo XM.TXT, que acompañaba la versión 2.08 de FastTracker 2, así como su última versión beta conocida: 2.09b.
Existen subformatos o extensiones. Por ejemplo, ModPlug Tracker introdujo muestras comprimidas en formato ADPCM de 4 bits. Esta compresión reduce casi a la mitad el tamaño de la muestra, pero afecta la calidad del audio. Otro subformato fue introducido en uFMOD en 2006, el cual utiliza encabezados más compactos que el XM original. También es conocido un subformato OXM (oggmod), el cual utiliza compresión Vorbis.